# Khamis Al-Owairan
Khamis Al-Owairan Al-Dosari - em árabe, خميس العويران الدوسري (Riade, 8 de setembro de 1973 – 7 de janeiro de 2020) foi um futebolista saudita.

## Carreira
Jogou em apenas 2 clubes em sua carreira: o Al-Hilal, de 1995 a 2001, e o Al-Ittihad, entre 2001 e 2007, quando pendurou as chuteiras.
Pela Seleção Saudita, disputou as Copas de 1998 e 2002, não passando[carece de fontes?] da primeira fase em ambas. Jogou ainda 2 edições da Copa da Ásia (1996, vencida pelos Falcões do Deserto, e 2004), a Copa das Confederações de 1997 e os Jogos Olímpicos de 1996.
Apesar do sobrenome, Khamis não tinha parentesco com Saeed Al-Owairan, com quem disputara a Copa das Confederações de 1997 e a Copa de 1998.

## Morte
Al-Owairan morreu em 7 de janeiro de 2020, aos 46 anos, em decorrência de um câncer.

## Títulos
Al-Hilal
- Campeonato Saudita: 2 (1995–96 e 1997–98)
- Copa da Coroa do Príncipe: 1 (1999–00)
- Copa da Federação: 2 (1995–96 e 1999–2000)
- Saudi Founder's Cup: 1 (1999–2000)
- Liga dos Campeões da AFC: 1 (1999–2000)
- Recopa da AFC: 1 (1996–97)
- Supercopa Asiática: 1 (2000)
- Recopa Árabe: 1 (2000)
- Supercopa Árabe: 1 (2001)
- Copa do Golfo: 1 (1998)

Al-Ittihad
- Campeonato Saudita: 2 (2002–03 e 2006–07)
- Copa da Coroa do Príncipe: 1 (2003–04)
- Liga dos Campeões Árabes: 1 (2005)
- Liga dos Campeões da AFC: 2 (2004 e 2005)
- Supercopa Árabe-Egípcia: 1 (2003)
- Recopa Árabe: 1 (2000)
- Supercopa Árabe: 1 (2001)

Arábia Saudita
- Copa da Ásia: 1996